# Megadeth
- | Megadeth                                        | Megadeth                                                                |
| ----------------------------------------------- | ----------------------------------------------------------------------- |
|                                                 |                                                                         |
| Megadeth live auf dem Wacken Open Air (2023)    |                                                                         |
| Allgemeine Informationen                        |                                                                         |
| Herkunft                                        | Los Angeles, Kalifornien, Vereinigte Staaten                            |
| Genre(s)                                        | Thrash Metal, Heavy Metal, Speed Metal                                  |
| Aktive Jahre                                    |                                                                         |
| Gründung                                        | 1983, 2004                                                              |
| Auflösung                                       | 2002                                                                    |
| Website                                         | megadeth.com                                                            |
| Gründungsmitglieder                             |                                                                         |
| Gesang, Leadgitarre, Rhythmusgitarre            | Dave Mustaine                                                           |
| Leadgitarre, Rhythmusgitarre                    | Greg Handevidt (bis 1983)                                               |
| E-Bass, Hintergrundgesang                       | David Ellefson (bis 2002, 2010–2021)                                    |
| Schlagzeug                                      | Dijon Carruthers (bis 1983)                                             |
| Aktuelle Besetzung                              |                                                                         |
| Gesang, Leadgitarre, Rhythmusgitarre            | Dave Mustaine                                                           |
| Leadgitarre, Rhythmusgitarre                    | Teemu Mäntysaari (seit 2023)                                            |
| E-Bass, Hintergrundgesang                       | James LoMenzo (2006–2010, seit 2022)                                    |
| Schlagzeug                                      | Dirk Verbeuren (seit 2016)                                              |
| Ehemalige Mitglieder                            |                                                                         |
| Leadgitarre, Rhythmusgitarre                    | Chris Poland (1984–1985, 1985–1987, Studiogitarre: 2004)                |
| Leadgitarre, Rhythmusgitarre                    | Jay Reynolds (1987)                                                     |
| Leadgitarre, Rhythmusgitarre, Hintergrundgesang | Jeff Young (1987–1988)                                                  |
| Leadgitarre, Rhythmusgitarre, Hintergrundgesang | Marty Friedman (1990–1999)                                              |
| Leadgitarre, Rhythmusgitarre, Hintergrundgesang | Al Pitrelli (2000–2002)                                                 |
| Leadgitarre, Rhythmusgitarre, Hintergrundgesang | Glen Drover (2004–2008)                                                 |
| Leadgitarre, Rhythmusgitarre, Hintergrundgesang | Chris Broderick (2008–2014)                                             |
| E-Bass, Hintergrundgesang                       | James MacDonough (2004–2006)                                            |
| E-Bass, Hintergrundgesang                       | David Ellefson (bis 2002, 2010–2021)                                    |
| Schlagzeug                                      | Lee Rauch (1984; † 2023)                                                |
| Schlagzeug                                      | Gar Samuelson (1984–1987; † 1999)                                       |
| Schlagzeug                                      | Chuck Behler (1987–1988)                                                |
| Schlagzeug, Hintergrundgesang                   | Nick Menza (1989–1998, 2004; † 2016)                                    |
| Schlagzeug, Hintergrundgesang                   | Jimmy DeGrasso (Tourneeschlagzeug: 1998–1999, Schlagzeug: 1999–2002)    |
| Schlagzeug                                      | Shawn Drover (2004–2014)                                                |
| Leadgitarre, Rhythmusgitarre                    | Kiko Loureiro (2015–2023)                                               |
| Liveunterstützung und Sessionmusiker            |                                                                         |
|                                                 | Kerry King (Livegitarre: die ersten fünf Konzerte 1984 & ein Song 2010) |
| Leadgitarre, Rhythmusgitarre                    | Mike Albert (Tourneegitarre: 1985)                                      |
| E-Bass                                          | Jimmy Sloas (Studiobass: 2004)                                          |
| Schlagzeug                                      | Vinnie Colaiuta (Studioschlagzeug: 2004)                                |
| Schlagzeug                                      | Chris Adler (Studioschlagzeug: seit 2015)                               |

Alternative Logoversion

Megadeth (Ableitung von englisch megadeath) ist eine US-amerikanische Metalband, die 1983 von Sänger und Gitarrist Dave Mustaine, Gitarrist Greg Handevidt, Bassist David Ellefson und Schlagzeuger Dijon Carruthers gegründet wurde. Kurz zuvor hatte Mustaine die Band Metallica verlassen. Megadeth gilt als einer der Pioniere der Thrash-Metal-Bewegung in Amerika und später auch in ganz Europa. Die Band zählt zusammen mit Metallica, Slayer und Anthrax zu den „Big Four“ des Thrash Metal. Bis heute hat Megadeth 15 Studioalben, vier Livealben, vier Kompilationen, 26 Singles, zwei EPs und 32 Musikvideos veröffentlicht. Am 14. August 2025 gaben sie bekannt, dass das kommende Studioalbum das letzte sein würde. Es sollte 2026 erscheinen. Anschließend sollte es eine Abschiedstournee geben.
In ihrer Bandgeschichte hat Megadeth zahlreiche Lineup-Veränderungen erlebt, wobei Mustaine das einzige konstante Mitglied ist. Handevidt wurde vor dem ersten Konzert durch Kerry King ersetzt. King spielte fünf Konzerte und widmete sich danach ausschließlich Slayer.  Mitbegründer David Ellefson, der bis zu der vorübergehenden Auflösung der Band 2002 an allen Alben mitgearbeitet hatte, ist nach drei veröffentlichten Alben zwischen 2004 und 2009 seit Frühjahr 2010 wieder Mitglied in der Band. Die Besetzung am Schlagzeug und an der zweiten Gitarre wechselte immer wieder. Als erfolgreichstes Lineup gilt die Formation, die zwischen 1990 und 1998 bestand, mit Mustaine als Sänger und Gitarrist, Ellefson am Bass, Nick Menza am Schlagzeug und Marty Friedman an der zweiten Gitarre. In dieser Besetzung veröffentlichte Megadeth einige ihrer erfolgreichsten Alben wie Rust in Peace, Youthanasia oder das zweifach mit Platin ausgezeichnete Countdown to Extinction.
Nach der durch eine Armverletzung Mustaines bedingten Bandauflösung 2002 kam Megadeth 2004 mit dem Album The System Has Failed zurück auf den Markt: das Album erreichte in den Billboard Top 200 Rang 18 und erhielt überwiegend gute Kritiken. Mit United Abominations setzten Megadeth 2007 ihre „Wiederauferstehung“ fort und veröffentlichten 2009 mit dem seit 2008 für die Band aktiven Gitarristen Chris Broderick das zwölfte Studioalbum Endgame, das von vielen als das beste Album seit Megadeths erfolgreicher Phase in den 1990er Jahren angesehen wird.
Megadeth ist sowohl für technisch ausgeprägte instrumentale Teile mit komplexen und aufeinander abgestimmten Riffs sowie für schnelle, melodische Gitarrensoli bekannt, als auch für Mustaines aggressive und gesellschaftskritische Texte über Politik, Krieg, religiöse Themen oder soziale Beziehungen. Weltweit hat Megadeth bisher mehr als 25 Millionen Alben verkauft, darunter fünf aufeinanderfolgende ein- oder mehrfach mit Platin ausgezeichnete Alben.

## Bandgeschichte

### Gründung
Mustaine war Leadgitarrist der Band Metallica. Im April 1983, kurz vor den Aufnahmen zu Metallicas Debüt Kill ’Em All, wurde Mustaine durch Kirk Hammett ersetzt, da Mustaine seine Alkohol- und Drogenabhängigkeit nicht unter Kontrolle bekam.
Daraufhin gründete Mustaine zusammen mit Gitarrist Greg Handevidt, Bassist David Ellefson und dem Schlagzeuger Dijon Carruthers, der kurz danach von Lee Rauch ersetzt wurde, Megadeth. Auf den Bandnamen kam Mustaine, als er auf der Rückreise nach seiner Entlassung bei Metallica das Wort megadeath auf einem Flugblatt über die Gefahren nuklearer Bewaffnung las. Unter anderem um Verwechslungen mit bereits existierenden Bands, darunter eine Pink-Floyd-Vorgängerformation namens The Megadeaths zu vermeiden, wurde die Schreibweise ohne das zweite „a“ gewählt. Noch vor den Aufnahmen des Debütalbums Killing Is My Business… And Business Is Good! 1985 spielte Gitarrist Kerry King von Slayer unterstützenderweise einige Liveshows für Megadeth. Chris Poland übernahm 1985 fest die Position der zweiten Gitarre und ist auch auf dem Album zu hören. Auch die Besetzung des Schlagzeugs veränderte sich, der ursprünglich aus dem Jazz kommende Gar Samuelson ersetzte Lee Rauch.

### Killing Is My Business... and Business Is Good!(1985–1986)
Anfang 1985 stellte Combat Records Megadeth 8000 $ zur Verfügung, um ihr Debütalbum aufzunehmen und zu vermarkten. Nachdem die Musiker die Hälfte des Budgets für andere Dinge wie Alkohol ausgegeben hatten, kündigten sie ihren ursprünglich vorgesehenen Produzenten und produzierten das Album selbst. Trotz der in Folge mäßigen Produktion wurde Killing Is My Business… And Business Is Good!, das im Mai 1985 offiziell erschien, ein insgesamt gutes Album mit respektablen Kritiken.
Unter anderem enthielt das Album das erste der zahlreichen Megadeth Cover, eine Speed-Metal-Version von Nancy Sinatras „These Boots Are Made for Walkin'“ mit von Mustaine geändertem Songtext, was zur Folge hatte, dass der eigentliche Komponist des Liedes Lee Hazlewood Mustaines Veränderungen später als „widerwärtig“ bezeichnete und forderte, das Lied vom Album zu entfernen. Auf allen nach 1985 produzierten Alben war der Song deshalb nicht mehr enthalten. Auf dem Re-release des Albums im Jahr 2002 allerdings erschien „These Boots Are Made for Walkin'“ in einer leicht geänderten Version. In der Killing Is My Business… And Business Is Good! Deluxe Edition kritisiert Mustaine Hazlewood stark und sagt, dass er bereits 10 Jahre vor Veröffentlichung seiner Version die Lizenz zum Covern des Liedes erhalten habe.
Am Tag vor ihrer Tour im Sommer 1985, bei der die Band ihr Debütalbum vorstellte, wurde Gitarrist Chris Poland wegen illegalen Drogenbesitzes zu einer Haftstrafe verurteilt. Er wurde kurzerhand durch einen Freund des ehemaligen Schlagzeugers Lee Rauch, Mike Albert, ersetzt. Kurz bevor Megadeth mit den Arbeiten an ihrem zweiten Album mit Combat Records begann, kehrte Poland jedoch im Oktober 1985 wieder zu Megadeth zurück.

### Peace Sells… But Who’s Buying?(1986–1987)
Im März 1986 erschien Megadeths zweites Album Peace Sells… But Who’s Buying?, das erneut unter den geringen Aufnahmebudgets von Combat Records litt und mit dem die Band infolgedessen anfangs noch unzufrieden war. Frustriert von der mangelhaften Vermarktung durch das Label wechselte Megadeth zu Capitol Records, die anschließend die Rechte für Peace Sells… But Who’s Buying? erwarben. Der von Capitol Records angeheuerte Produzent Paul Lani mixte die Songs komplett neu und ging dabei auch auf Mustaines Vorstellungen ein. Im November 1986 wurde Peace Sells... But Who’s Buying schließlich von Capitol Records veröffentlicht.

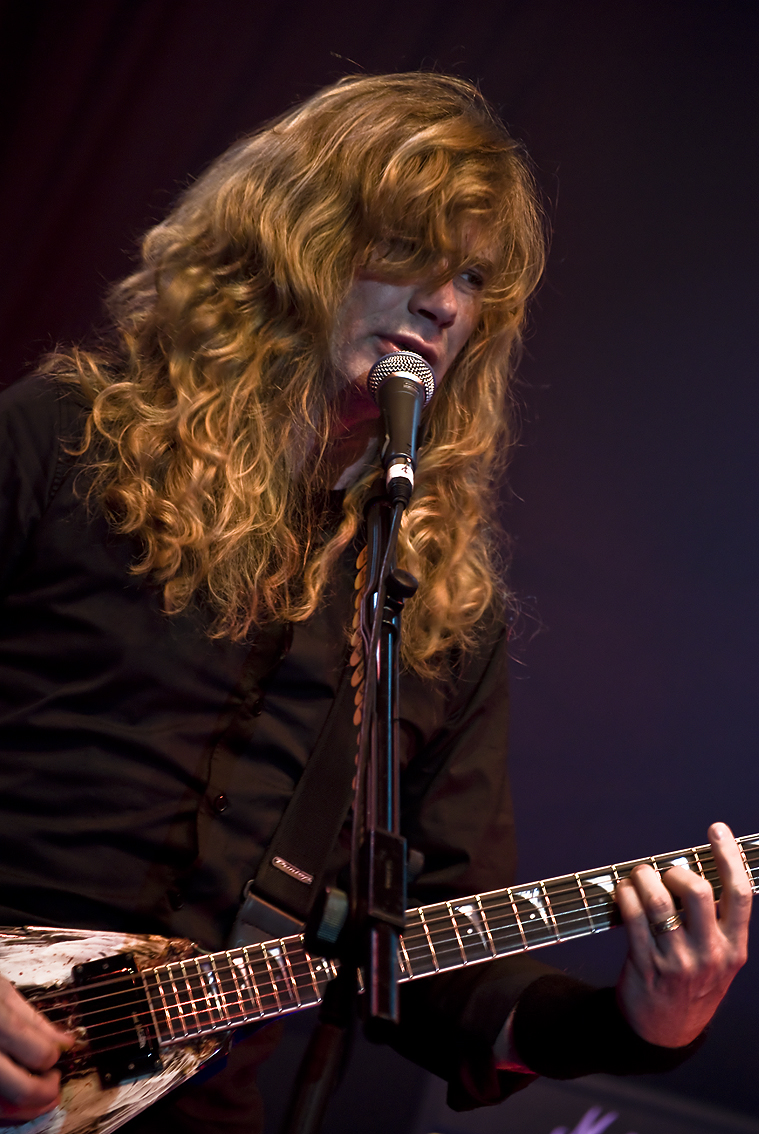
Dave Mustaine

Durch Capitols Neuauflage gelang Megadeth der Durchbruch und Peace Sells… wurde zum Meilenstein der Thrash-Metal-Bewegung. Bis heute gilt es als eines ihrer besten Alben und wird von vielen sogar als „eines der wenigen wirklichen Thrash Metal Alben“ gesehen.
Zu Peace Sells, dem Titelsong des Albums, wurde schließlich das erste Musikvideo der Band gedreht, das nicht nur regelmäßig auf MTV gespielt wurde, sondern dessen Bassintro auch viele Jahre als Titelmelodie der MTV News benutzt wurde. Bei VH1’s 40 Greatest Metal Songs errang „Peace Sells“ sogar den 11. Rang. Weiterhin war Peace Sells… But Who’s Buying? Megadeths erstes Album mit einem Coverartwork von Ed Repka, der das Maskottchen der Band, Vic Rattlehead, neu entwarf und auch viele der späteren Coverartworks gestaltete.
Im Juli 1987 wurden Schlagzeuger Gar Samuelson und Gitarrist Chris Poland wegen ihrer Drogenprobleme aus der Band geworfen. Während der letzten Tourauftritte hatte Mustaine sogar Schlagzeuger Chuck Behler bereitgestellt, weil er befürchtete, Samuelson sei nicht in der Lage die Tour mit der Band zu beenden. Poland habe er entlassen, weil dieser angeblich Bandausrüstung verkauft habe, um seine Drogensucht zu finanzieren. Samuelson starb später im Juli 1999 im Alter von 44 Jahren an Krebs, während Poland es schaffte, seine Drogensucht zu bewältigen. Für Poland kam Jay Reynolds von der Band Malice, der allerdings kurz vor Beginn der Aufnahmen für Megadeths neues Album durch seinen eigenen Gitarrenlehrer Jeff Young ersetzt wurde.

### So Far, So Good… So What!(1987–1989)
Mit einem großzügigen Budget von Capitol Records und der Hilfe von Paul Lani, der schon zwei Jahre zuvor bei Megadeths zweitem Studioalbum Peace Sells… But Who’s Buying für die Verarbeitung der Lieder zuständig war, nahmen Megadeth 1987 innerhalb von fünf Monaten ihr drittes Album So Far, So Good… So What! auf. Die Aufnahmen waren von Anfang an wieder von Mustaines Drogenproblemen überschattet. Dazu sagte Mustaine später: „Das Produzieren (von So Far, So Good… So What!) war furchtbar, hauptsächlich wegen Drogenproblemen und den verschiedenen Prioritäten, die wir zu dieser Zeit hatten bzw. nicht hatten.“ Auch mit Lani geriet Mustaine in Streitigkeiten, da dieser darauf beharrte, Schlagzeug und Cymbals separat aufzunehmen. So kam es, dass Lani während der Mixingarbeiten durch Produzent Michael Wagener ersetzt wurde, der das Album neu abmischte.
Als im Januar 1988 das dritte Album So Far, So Good… So What! erschien, wurde in Amerika schon auf eine mögliche Platinauszeichnung spekuliert, wenn auch überschattet von einzelnen negativen Kritiken. So kritisierte Allmusic beispielsweise, dass dem Album der „musikalische Biss“ fehle und dass es bedrohlich klingen solle, aber eher „gekünstelt und jugendlich“ anmute. Wie schon sein Vorgänger Peace Sells… But Who’s Buying? erreichte das Album aber später tatsächlich Platinstatus. Unter anderem war auf dem Album ein Cover des Sex-Pistols-Klassikers „Anarchy in the UK“ sowie das teilweise melancholisch klingende „In My Darkest Hour“ enthalten, das ein Tribut für den ehemaligen Metallica-Bassisten Cliff Burton darstellt, der im September 1986 bei einem Unfall im Metallica-Tourbus in Schweden ums Leben kam. „In My Darkest Hour“ ist bis heute ein Favorit der Fangemeinde und wird bei fast jeder Megadeth-Show gespielt. Das Lied „Set the World Afire“ hingegen war nach Aussagen Mustaines das erste Lied, das er nach seiner Entlassung bei Metallica noch während seiner Heimreise schrieb.
Im Februar 1988 begann Megadeth ihre Welttournee, unter anderem um So Far, So Good… So What! vorzustellen, und spielten dabei im Vorprogramm von Dio und später auch zusammen mit Iron Maiden auf deren 7th Tour of a 7th Tour Sommertour in den Vereinigten Staaten. Als Mustaine bemerkte, dass Schlagzeuger Chuck Behler mit der Zeit Probleme beim Spielen bekam, stellte er Schlagzeuger Nick Menza ein, um Behler als Roadie und Techniker zu unterstützen. Wie schon bei der Auswechslung von Schlagzeuger Gar Samuelson durch Behler stand Menza bereit, für Behler einzuspringen, falls dieser die Tour nicht beenden könne.
Im August 1988 traten Megadeth zusammen mit Kiss, Iron Maiden, Helloween, Guns N’ Roses und David Lee Roth beim Monsters-of-Rock-Festival in Castle Donnington in England auf und wenig später traten sie der „Monsters of Rock European Tour“ bei. Nach dem ersten Auftritt stiegen sie allerdings wegen Ellefsons Drogenproblemen aus. Kurze Zeit später feuerte Mustaine Schlagzeuger Chuck Behler und Gitarrist Jeff Young und sagte sogar ihre für 1988 geplante Tour in Australien ab. Später sagte er dazu: „Während der Tour eskalierten die kleinen Streitigkeiten zu einem richtigen zornerfüllten Krieg.“
Infolge der Ereignisse nahm Nick Menza im Juli 1989 Chuck Behlers Platz am Schlagzeug ein, und da sie keinen geeigneten Leadgitarristen finden konnten, mussten sie die Coverversion von Alice Coopers „No More Mr. Nice Guy“ für das Soundtrack-Album Wes Craven’s Shocker (The Music) als Dreimannband aufnehmen. Während die Band durch zahlreiche Vorspieltermine versuchte, einen Leadgitarristen zu finden, wurde Mustaine im Sommer 1989 festgenommen, weil er unter Drogeneinfluss in ein parkendes Auto raste, in dem ein Polizeibeamter außer Dienst saß. Daraufhin trat er einen gerichtlich verfügten Drogenentzug an und wurde nach zehn Jahren zum ersten Mal wieder clean.

### Rust in Peace(1990–1991)
Nach Mustaines erfolgreichem Entzug begann die Band eine lange Suche nach einem neuen Leadgitarristen. Nach zahlreichen Bewerbungen, unter anderem von Lee Altus von Heathen und Eric Meyer von Dark Angel, entschieden sie sich schließlich für Dimebag Darrell von Pantera. Da Dimebag aber nur unter der Bedingung mitmachen wollte, dass sein Bruder Vinnie Paul Abbott ebenfalls in die Band komme, mussten sie sich gegen ihn entscheiden, da sie gerade erst Schlagzeuger Nick Menza angeheuert hatten.
Als Jeff Loomis, der sich 1987 im Alter von 16 Jahren ebenfalls beworben hatte, aber wegen seines Alters abgelehnt wurde, die Band Cacophony mit Marty Friedman und Jason Becker auf Tour sah, erzählte er Friedman, der 1988 seine erste Platte Dragon’s Kiss veröffentlicht hatte, von seinen Erfahrungen mit Megadeth und schlug ihm vor, sich zu bewerben. Friedman bewarb sich schließlich für die Stelle des Leadgitarristen, wurde aber zunächst von Mustaine wegen seiner bunt gefärbten Haare abgelehnt, die nicht in die Metalszene passten. Nachdem er aber Mustaines „Rock School 101“ überstanden hatte, trat er Megadeth im Februar 1990 offiziell bei.
Mit neuem Gitarristen betrat Megadeth im März 1990 die Rumbo-Studios zusammen mit Koproduzent Mike Clink um das Album Rust in Peace aufzunehmen, welches bis heute als ihr bestes gilt. Während es für Megadeth das erste Album war, an dem sie komplett nüchtern arbeiteten, war Clink der erste Produzent, der ein Megadeth-Album komplett vom Anfang bis zum Ende produzierte, ohne dabei gefeuert zu werden.
Weltweit am 24. September 1990 erschienen, wurde Rust in Peace bei Fans und Kritikern gleichermaßen begeistert aufgenommen und erreichte in den USA Platz 23 der Billboard Top 200, im Vereinigten Königreich sogar Platz 8. Das Album hatte einen viel kompakteren, pralleren Sound als die Vorgängeralben. Mustaine strebte mit seinem Songwriting rhythmisch komplexe, progressive Songs an, was Allmusic dazu brachte, Rust in Peace als „Megadeths stärkste musikalische Anstrengung“ zu bezeichnen. Das Album beinhaltete die schon vorher erschienenen Singles „Holy Wars… The Punishment Due“ und „Hangar 18“, die beide eigene Musikvideos erhielten und bis heute auf keinem Megadeth-Konzert fehlen. Allein in Amerika verkaufte sich Rust in Peace mehr als eine Million Mal und erhielt auch Grammynominierungen in den Jahren 1991 und 1992 in der Kategorie „Best Metal Performance“ (Beste Metaldarbietung).
Im September 1990 trat Megadeth mit Slayer, Testament und Suicidal Tendencies der „Clash of the Titans“-Tour bei. Im Oktober traten sie im Vorprogramm von Judas Priests Painkiller-Tour auf. 1991 veröffentlichten Megadeth ihr erstes Homevideo Rusted Pieces, das sechs Musikvideos der Band sowie ein Interview mit den Bandmitgliedern enthielt.

### Countdown to Extinction(1992–1993)
Im Januar 1992 fingen Megadeth in den Enterprise Studios in Burbank, Kalifornien zusammen mit dem Koproduzent Max Norman mit den Aufnahmen für ihr fünftes Studioalbum an. Norman, der auch an Rust in Peace mitgearbeitet hatte, prägte Megadeths weitere musikalische Laufbahn entscheidend, da er zu kürzeren, weniger komplexen, sogar radiofreundlichen Liedern drängte. Megadeth verbrachten vier Monate mit den Aufnahmen für Countdown to Extinction, ihr bis heute kommerziell erfolgreichstes Album. Zum ersten Mal waren alle Bandmitglieder, sogar Schlagzeuger Nick Menza, am Songwriting für ein Album beteiligt.
Am 14. Juli 1992 veröffentlichte Capitol Records Countdown to Extinction, welches von Anfang an ein absoluter Erfolg war und in Amerika Rang 2 der Billboard Top 200 erreichte sowie im Vereinigten Königreich immerhin Rang 5. Unterstützt von den Mainstream-Rock-Liedern „Symphony of Destruction“, „Foreclosure of a Dream“ und „Sweating Bullets“, erhielt das Album schon bald zweifachen Platinstatus in den USA sowie eine Grammynominierung in der Kategorie „Best Metal Performance“ (Beste Metaldarbietung) im Jahr 1993. Der Titelsong des Albums „Countdown to Extinction“ bescherte Megadeth außerdem als bisher einziger Metalband den „Doris Day Music Award“, welcher durch die „Humane Society of the United States“ im Jahr 1993 für das „Aufmerksammachen auf die Ausrottung verschiedener Tierarten durch den entsetzlichen Sport Canned Hunts“ verliehen wurde. Bei den sogenannten „Canned Hunts“ werden die Tiere in einem eingegrenzten Areal gejagt und so die Chancen für die Jäger erhöht ein Tier zu erlegen. Die Tiere haben auf diese Art keine Möglichkeit dem Tod zu entkommen.
Außerdem veröffentlichte Megadeth im November 1992 ihr zweites Homevideo Exposure of a Dream, das wie schon der Vorgänger Rusted Pieces unter anderem alle bisherigen Musikvideos der Band enthielt. Im Dezember 1992 schließlich begab sich Megadeth auf Welttournee um ihr neues Album vorzustellen, wobei sie mit Pantera und Suicidal Tendencies auftraten. Zusammen mit Stone Temple Pilots setzte Megadeth die Tour in Nordamerika fort, die allerdings schon nach einem Monat abgebrochen werden musste (inklusive aller weiterer geplanten Konzerte, beispielsweise in Japan), da Mustaine drogenrückfällig wurde und in der Notaufnahme landete. Nach einem siebenwöchigen Entzug war Mustaine schließlich erneut clean, und Megadeth kehrte ins Studio zurück um das Lied „Angry Again“ aufzunehmen, das nach der Nutzung für den Film Last Action Hero mit Arnold Schwarzenegger im Jahr 1993 erstmals auf ihrer 1995 erschienenen EP „Hidden Treasures“ erschien und 1994 eine Grammynominierung in der Kategorie „Best Metal Performance“ (Beste Metaldarbietung) erhielt.
Im Juni 1993 erschien Megadeth als „Special Guest“ auf Metallicas „Milton Keynes Bowl Festival“ und die beiden Bands standen nach zehn Jahren zum ersten Mal wieder zusammen auf der Bühne. Im Juli wurde Megadeth ins Vorprogramm für Aerosmiths „Get A Grip US Tour“ aufgenommen, aber nach nur sieben Auftritten aufgrund von Streitigkeiten wieder herausgenommen. Nach dem Abbruch ihrer US-Tour kehrte Megadeth abermals ins Studio zurück um „99 Ways to Die“ aufzunehmen, das auf The Beavis and Butt-Head Experience im November 1993 erschien und 1995 für einen Grammy in der Kategorie „Best Metal Performance“ (Beste Metaldarbietung) nominiert wurde. Gleichzeitig mit „99 Ways to Die“ nahm Megadeth außerdem „Paranoid“ auf, das für ein Black-Sabbath-Tributealbum bestimmt war und auch oft als Zugabe auf Konzerten gespielt wurde.

### Youthanasia(1994–1995)
Im Frühjahr des Jahres 1994 versammelte sich Megadeth erneut, um ihr sechstes Album aufzunehmen. Da zwei der Bandmitglieder nun in Arizona lebten, fanden die Aufnahmen in den Phase Four Studios in Phoenix statt. Auch Koproduzent Max Norman, der schon an den beiden Vorgängeralben Rust in Peace und Countdown to Extinction mit großem Erfolg mitgearbeitet hatte, war wieder dabei. Aber schon nach wenigen Tagen musste die Band sich nach einem anderen Studio umsehen, da es Probleme mit dem Equipment der Phase Four Studios gab. Mustaine beharrte zwar darauf, in seiner Heimatstadt in Arizona aufzunehmen, doch innerhalb der kurzen Zeit ließ sich keine geeignete Einrichtung finden. Nach Vorschlag des Koproduzenten Norman richtete sich die Band schließlich ihr eigenes Aufnahmestudio in einer gemieteten Lagerhalle in Phoenix ein, das sie später „Fat Planet in Hangar 18“ nannten. Während das Studio eingerichtet wurde, fanden die meisten Vorbereitungen und das Songwriting bei Vintage Recorders in Phoenix statt. Zum ersten Mal fand das Schreiben und Vorbereiten eines gesamten Albums ausschließlich im Studio statt. Mitschnitte der Aufnahmetätigkeiten zum Album wurden anschließend in der Dokumentation mit dem Titel Evolver: The Making of Youthanasia veröffentlicht.
Nach acht Monaten im Studio wurde Youthanasia am 1. November 1994 von Capitol Records veröffentlicht und erreichte Rang 4 der Billboard 200 in den USA. Weiterhin erreichte das Album in den USA schneller als irgendein anderes Megadeth-Album Platinstatus und in Kanada in weniger als 30 Minuten Goldstatus. Da Max Norman weiter auf langsamere, radiofreundlichere Lieder beharrte, war Youthanasia die Fortsetzung der stilistischen Veränderung, die zwei Jahre zuvor mit Countdown to Extinction begonnen hatte. Während die zentralen Metalelemente beibehalten wurden, war das Album insgesamt mehr auf melodische Texte und zugänglichere, radiofreundliche Gestaltung ausgelegt. Ein Aufkleber auf frühen Versionen von Youthanasia warben für das damals noch neue Konzept einer Bandwebsite, liebevoll „Megadeth, Arizona“ genannt. Dort konnten Fans im „Mega-Diner“ chatten, mit der Band über E-Mail Kontakt aufnehmen, Liedwünsche für Livekonzerte abgeben und von den Bandmitgliedern verfasste Tourtagebücher lesen.
Die erste Singleauskopplung „Train of Consequences“ erreichte Rang 29 der Billboard Mainstream Rock Charts, und im November 1994 spielten Megadeth die zweite Single des Albums, „À Tout le Monde“, in der Late Show with David Letterman. „À Tout Le Monde“ bekam außerdem ein eigenes Musikvideo, das allerdings nicht auf MTV gezeigt wurde, da die Verantwortlichen des Musiksenders der Ansicht waren, der Text billige bzw. bekräftige Suizid.
Die Live-Darbietungen des Albums begann im November 1994 in Südafrika und dauerten ganze elf Monate, wodurch die Tour zur bisher längsten Megadeths-Tour wurde. Während der umfangreichen Tour trat Megadeth mit vielen anderen Bands auf, so z. B. mit Corrosion of Conformity, Flotsam and Jetsam, Korn und Fear Factory. Die Tour endete schließlich mit einem Auftritt beim Monsters-of-Rock-Festival in Brasilien, zusammen mit Alice Cooper und Ozzy Osbourne. Im Januar 1995 nahmen Megadeth außerdem das neue Lied „Diadems“ auf, welches auf dem Soundtrack des Horrorfilms Tales from the Crypt Presents: Demon Knight erschien.
Zwei Monate später, im März 1995, veröffentlichte Megadeth eine Spezialversion von Youthanasia in Europa, die eine Bonus-CD mit dem Titel Hidden Treasures enthielt. Die Bonus-CD beinhaltete jeden Song von Megadeth, der auf keinem ihrer Studioalben erschienen war, wie Soundtracks, Songs von Kompilationen oder Tributealben sowie das brandneue Cover des Songs „Problems“ der Sex Pistols. Trotz Faneinwänden wurde Hidden Treasures als EP in den USA und später auch in Japan veröffentlicht.
Im Sommer 1995 kam es zu einer Änderungen im Management von Megadeth. Manager Ron Laffitte und Chef von Capitol Records wechselte zu Elektra Records (Elektra Entertainment Group Inc.) und verließ notwendigerweise sein Unternehmen. Megadeth ging deshalb zu ESP Management und bekam mit Bud Prager einen neuen „Creative Manager“, welcher schon Produzent von Foreigner und Bad Company war. Wie schon Max Norman hatte Prager großen Einfluss auf die weitere Entwicklung der Musik Megadeths.

### Cryptic Writings(1996–1998)
Nach der ausgiebigen Youthanasia-Tour machten Megadeth Ende 1995 eine Pause. Mustaine und Friedman widmeten sich eigenen Projekten, so arbeitete Mustaine an seinem Projekt MD.45 und Friedman unter anderem im selbst eingerichtetem Studio in Phoenix an einem Soloprojekt. Erst im September 1996 trafen sich Megadeth wieder, um in London an den Songs für ihr neues Album zu arbeiten, das vorläufig den Titel Needles and Pins trug. Der Songwritingprozess war eng von Megadeths neuem Manager Bud Prager betreut, der auch eigene Ideen und Texte zu den Liedern beisteuerte und auf dessen Ansuchen hin viele Texte und sogar Songtitel verändert wurden. Über Pragers Songwritingeinflüsse schrieb Mustaine später: „Ich dachte, dieser Kerl könnte mir dabei helfen, diese nicht greifbare Nummer 1-Platte zu bekommen, die ich so dringend haben wollte“. Wegen eines Problems mit dem originalen Coverartwork des Albums wurde es durch ein „Voodoosymbol“ ersetzt und von dem ursprünglichen Titel Needles and Pins in Cryptic Writings umbenannt.
Am 17. Juni 1997 veröffentlichte Capitol Records Megadeths siebtes Album Cryptic Writings, welches Rang 10 der Billboard Top 200 erreichte und Megadeths sechstes fortlaufendes mit Gold-Status ausgezeichnetes Studioalbum wurde. Mit Rang 5 der Mainstream Rock Tracks erreichte der Song „Trust“ die bis heute höchstplatzierte Singlechartplatzierung für Megadeth. Der Song wurde 1998 sogar für einen Grammy als „Best Metal Performance“ (Beste Metaldarbietung) nominiert. Abgesehen von „Trust“ kamen sogar noch drei weitere Lieder von „Cryptic Writings“ in die Top 20 der Mainstream Rock Tracks, nämlich „Almost Honest“, „Use the Man“ und „A Secret Place“. Nach der Entstehung der Vielseitigkeit des Albums gefragt, antwortete Mustaine später: „Wir trennten es in Drittel. Der eine Teil des Albums war wirklich schnell und aggressiv, ein Drittel war der melodische Teil und der letzte Drittel war wirklich radioorientierte Musik wie in ‚Youthanasia‘.“

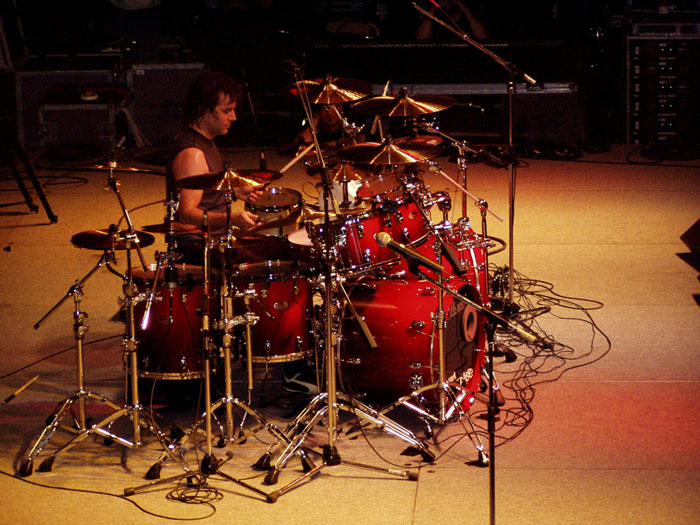
Jimmy DeGrasso war von 1998 bis 2002 Schlagzeuger

Nach über einem Jahr fernab der Bühnen und Konzerte kehrten Megadeth mit einem Liveauftritt im Juni 1997 zurück, welcher der Auftakt für eine Welttournee war, bei der Megadeth anfangs mit The Misfits und später mit Life of Agony und Coal Chamber in den USA auftraten. Im Juli 1997 traten Megadeth dem Ozzfest '98 bei, aber nach der Hälfte der Tour wurde bei Schlagzeuger Nick Menza ein Tumor in seinem Knie entdeckt. Um sich operieren zu lassen, musste er die Band verlassen. Er wurde vorerst durch Jimmy DeGrasso ersetzt, mit dem Mustaine schon bei seinem Projekt „MD.45“ zusammengearbeitet hatte. Im Laufe der Tour wurde er dann permanent eingesetzt, weil Mustaine behauptete, Menza habe „gelogen, Krebs zu haben“.
Im Jahr 1998 gab der Computerspielentwickler 3D Realms bekannt, dass sie zwei bisher noch unveröffentlichte Megadeth-Lieder auf ihrem Werbealbum Duke Nukem: Music to Score by veröffentlichen werden. Der erste Titel war eine Version des Duke Nukem Theme Songs „Grabbag“, und der zweite Titel war das von Megadeth 1995 aufgenommene Lied „New World Order“, das später auf der remasterten Version von Hidden Treasures erschien. Eine Demoversion von „New World Order“ war schon 1994 auf der japanischen Edition von Hidden Treasures enthalten, die auf der Duke-Nukem-CD enthaltene Version hingegen war später auch auf der remasterten Version von Youthanasia.

### Risk(1999–2000)
Dem ersten richtigen Radioerfolg der Band, Cryptic Writings, folgend, entschloss sich Megadeth dazu, bei der Produktion ihres achten Albums erneut mit dem Country-Pop-Produzenten Dann Huff in Nashville zusammenzuarbeiten. Im Januar 1999 begannen die Arbeiten am Album, wobei das Songwriting wie beim Vorgängeralbum von Manager Bud Prager betreut wurde, der an fünf der zwölf Lieder des Albums mitschrieb. Prager überzeugte Mustaine davon Produzent Dann Huff mehr Kontrolle über den Aufnahmeprozess zu bewilligen. Mustaine sprach später über die Aufnahmen:"Ich war ein bisschen eingeschüchtert durch den Erfolg den wir mit Cryptic Writings hatten, und als es dann darum ging, neue Lieder zu schreiben, war es wie wenn man betrunken ist – du willst mehr. Nach dem Erfolg mit „Trust“ dachte ich 'Wow, wir hatten einen Nummer-1-Hit.' Wir hatten vier aufeinanderfolgende Top-5-Hits, warum sollte ich Dann also nicht etwas mehr Kontrolle geben wenn es darum geht, das nächste Album zu produzieren? So hab ich es gemacht, und das ging nach hinten los."
Am 31. August 1999 veröffentlicht, war Risk sowohl bei den Fans als auch kommerziell ein Misserfolg, der auch den Verlust zahlreicher treuer Fans zur Folge hatte. Obwohl die neuen Megadeth-Alben trotz eingebauter Mainstream-Rock-Bestandteile noch einige traditionelle Heavy-Metal-Elemente besaßen, waren bei Risk einige progressive Einflüsse und Elemente aus dem Industrial Rock zu hören. Das hatte unter anderem auch zur Folge, dass Risk Megadeths erstes Album seit 1985 war, dass weder Gold- noch einen höheren Status in den USA erhielt. Die Single „Crush 'Em“ erschien immerhin auf dem Universal Soldier – Die Rückkehr Soundtrack, wurde zeitweise bei World-Championship-Wrestling-Spielen von Bill Goldberg gespielt und später ein offizieller während Hockeyspielen gespielter NHL-Song. Singles von „Risk“ waren „Crush 'Em“, „Breadline“ und „Insomnia“.
Im Juli 1999 nahm Megadeth eine Coverversion des Black-Sabbath-Studioalbums „Never Say Die!“ auf, die auf dem zweiten Black-Sabbath-Tributealbum Nativity in Black erschien. Im September 1999 startete sie eine Welttournee und spielte dabei zusammen mit Iron Maiden während des Europateils der Tournee. Im dritten Monat der Tour kündigte der langjährige Leadgitarrist Marty Friedman an, dass er die Band aufgrund der musikalischen Veränderungen verlassen werde. Mustaine erklärte später: „Ich erklärte Marty nach ‚Risk‘, dass wir zu unseren Wurzeln zurückkehren und Metal spielen sollten, und er ging.“ Bei Friedmans Auswechslung 2000 holte Mustaine den früheren Savatage und Alice-Cooper-Gitarristen Al Pitrelli zu Megadeth, welcher damals beim Trans-Siberian Orchestra spielte.
Im April 2000 kehrte Megadeth ins Studio zurück, um mit den Arbeiten für ihr neuntes Album zu beginnen. Als die Band etwa einen Monat in der Produktion war, bekamen sie das Angebot, bei der „Maximum Rock Tour“ mitzumachen, bei der auch Anthrax und Mötley Crüe dabei waren. Megadeth stoppten die Aufnahmen vorübergehend und tourten während des Sommers 2000 durch Nordamerika.
Im Oktober 2000 trennten sich nach 14 Jahren schließlich die Wege von Megadeth und Capitol Records. Das Plattenlabel kehrte noch einmal zu den früheren Aufnahmen der Band zurück und veröffentlichte ein Greatest-Hits-Album, Capitol Punishment: The Megadeth Years. Auf dem Album waren auch zwei neue Lieder enthalten, „Kill the King“ und „Dread and the Fugitive Mind“, welche Megadeths Rückkehr zu ihren Wurzeln zeigen sollten.

### The World Needs a Hero(2001–2002)
Nach der Trennung von Capitol Records wechselten Megadeth im November 2000 zu Sanctuary Records. Im Oktober kehrte die Band dann erneut ins Studio zurück, um letzte Veränderungen am Album vorzunehmen, das schon vor der Teilnahme an der „Maximum Rock Tour“ vor etwa einem halben Jahr fast fertig war. Wegen der schlechten Annahme des vorigen Albums „Risk“ feuerte Mustaine Manager Bud Prager und entschied, Megadeths nächstes Album selber zu produzieren. The World Needs a Hero, das erste Megadeth-Album seit Peace Sells… But Who’s Buying?, das ausschließlich von Mustaine geschrieben wurde (abgesehen von Mitwirkung Al Pitrellis bei „Promises“), wurde am 15. Mai 2001 veröffentlicht und bei Fans und Kritikern unterschiedlich aufgenommen. Obwohl das Album eine Rückkehr zum Mainstream Rock der Zeit vor Risk darstellte und Megadeths Streben nach dem Sound früheren Alben verdeutlichte, erfüllte es nicht die Erwartungen vieler Kritiker. Mustaine bezeichnete das Album als den „ersten Schritt, den ein großes Schiff macht, um wieder auf die richtige Fährte zu kommen“. Die Single „Moto Psycho“ erreichte immerhin Rang 22 der Billboard Mainstream Rock Charts und wurde regelmäßig auf MTV gespielt. Auch auf dem Album enthalten ist der Song „Return to Hangar“, welcher eine Weiterführung des Megadeth-Klassikers „Hangar 18“ vom Album Rust in Peace darstellt. Die musikalischen und lyrischen Themen wurden dabei übernommen, so fängt das Lied mit zwei Versen und demselben Refrain wie bei „Hangar 18“ an und endet nach einer Solobridge in abwechselnden Gitarrensoli von Mustaine und Pitrelli. Das Lied handelt davon, wie die Außerirdischen im Hangar 18 zum Leben erwachen und vor ihrem Ausbruch alle Menschen im Gebäude töten.
Die Tour zum Album begann im Sommer 2001 in Europa, im Vorprogramm von AC/DC, gefolgt von einer Amerikatour mit Iced Earth und Endo im September. Durch die Terroranschläge am 11. September 2001 war die Band allerdings gezwungen, alle Konzerttermine abzusagen, inklusive eines Konzerts in Argentinien, das als DVD erscheinen sollte. Stattdessen spielte Megadeth im November zwei Konzerte in Arizona, die gefilmt später als Rude Awakening veröffentlicht wurden. Megadeths erste offizielle Live-DVD erreichte am 23. Juli 2002 Goldstatus. Im Februar 2002 remixte und remasterte dann Bill Kennedy Megadeths erstes Album Killing Is My Business… And Business Is Good! mit Mixingtechniken, wie sie bei modernen Metalalben benutzt wurden und zusätzlich enthält das Album einige Bonus-Tracks.

### Auflösung (2002–2004)
Im Januar 2002 musste Mustaine ins Krankenhaus gehen, um sich einen Nierenstein entfernen zu lassen. Während der Behandlung bekam er Schmerzmittel verabreicht, was zu einem Rückschlag führte. Nach seinem Krankenhausaufenthalt ließ er sich sofort in einer Behandlungspraxis in Texas untersuchen. Dabei erlitt er eine ungewöhnliche Verletzung: Er schlief, den linken Arm über die Stuhllehne hängend, auf einem Sitz ein und zog sich so eine Kompression am Nervus radialis zu, was ihn unfähig machte, mit der linken Hand zu greifen oder auch nur eine Faust zu machen. Seine Ärzte diagnostizierten ihm schließlich, so nicht mehr Gitarre spielen zu können.
Am 3. April gab Mustaine bekannt, Megadeth wegen seiner Armverletzung aufzulösen. In den folgenden vier Monaten erhielt Mustaine fünf Mal die Woche eine intensive physische Therapie. Langsam konnte Mustaine wieder mit dem Spielen anfangen, musste seiner linken Hand aber alles „neu beibringen“.
Um Vertragspflichten bezüglich Sanctuary Records zu erfüllen, veröffentlichten Megadeth am 10. September 2002 eine neue Kompilation, Still Alive... and Well?. Die erste Hälfte des Albums bestand ausschließlich aus bei einem Konzert im „Web Theatre“ in Phoenix am 17. November 2001 aufgenommenen Livetracks, die andere Hälfte des Albums bestand aus Studioaufnahmen von The World Needs a Hero.
Nach beinahe einem Jahr Erholung, das Mustaine für Elektrokrampf- und physische Therapien nutzte, begann Mustaine an seinem ersten Soloalbum zu arbeiten. Für die Aufnahmen engagierte er im Oktober 2003 verschiedene Sessionmusiker wie Vinnie Colaiuta und Jimmy Sloas, unterbrach sein Soloprojekt allerdings vorübergehend, als er sich dazu bereit erklärte, für Megadeths früheres Label Capitol Records die ersten acht Alben von 1985 bis 1999 neu zu remixen und remastern. Dabei nahm er sogar manche Teile komplett neu auf, die über die Zeit verloren gegangen waren oder ohne sein Wissen im Mixingprozess verändert wurden.

### The System Has Failed(2004–2005)

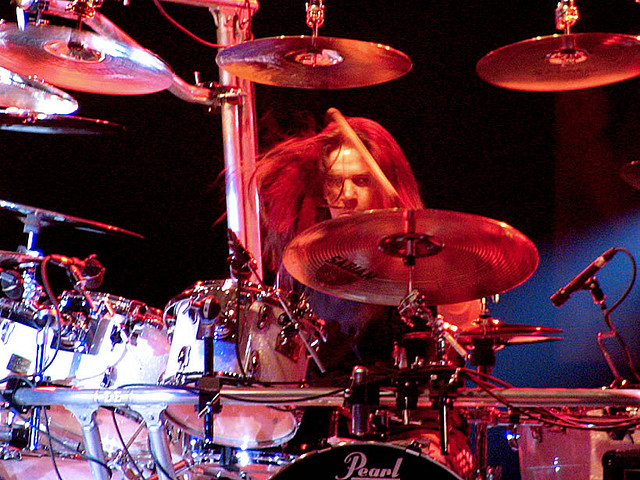
Shawn Drover in Aktion

Nach dem Remixen der alten Alben kehrte Mustaine im Mai 2004 zu seinem neuen Projekt zurück, das eigentlich als Soloalbum gedacht war, aber aufgrund von ausstehenden vertraglichen Verpflichtungen mit dem europäischen Label der Band, EMI, war er dazu gezwungen, ein weiteres Album von „Megadeth“ herauszubringen. Mustaine entschied sich dazu die Band wiederzuvereinen und trat in Kontakt mit den Mitgliedern des von den Fans favorisierten Rust-in-Peace-Line-Ups. Mit ihnen wollte er die Backing Tracks seiner neuesten Lieder neu aufnehmen. Während Schlagzeuger Nick Menza zusagte, konnten sich Gitarrist Marty Friedman und Bassist David Ellefson mit Mustaine nicht einigen. Auch Menza wurde kurz nach dem Start der Proben wieder entlassen, wozu Mustaine sagte: „Es hat einfach nicht geklappt. Wir haben zwei Wochen lang versucht, alles zum Laufen zu bringen, aber es hat einfach nicht funktioniert. Fünf Tage bevor die Tour startete musste ich ihn nach Hause schicken.“ Über Langzeitbassist Ellefson, der nicht zur Band zurückkehrte, sagte Mustaine: „David hat vor der Presse über mich gelogen, er hat gesagt, dass meine Armverletzung nur vorgeschwindelt sei und hat mich beleidigt. Trotzdem haben wir ihm ein wirklich gutes Angebot gemacht (um zu Megadeth zurückzukehren) und er sagte ‚Nein‘. Ich meine, wenn ich dir ein Angebot mache und du nimmst es nicht an, dann heißt das ‚Nein‘, oder?“ Das entstehende Album wurde dann das erste Megadeth-Album ohne Ellefson am Bass. Stattdessen heuerte Mustaine z. B. den originalen Leadgitarristen Chris Poland an, der bei den ersten beiden Alben Killing Is My Business… And Business Is Good! und Peace Sells… But Who’s Buying? mitgewirkt hatte. Poland, der nur als Studiomusiker mitmachte, um sich danach weiter auf sein Jazz-Fusion-Project „OHM“ konzentrieren zu können, steuerte einige Soli zu Mustaines neuem Album bei und arbeitete seit 1987 das erste Mal wieder mit ihm zusammen.
Am 14. September 2004 veröffentlichte Megadeth sein Comebackalbum The System Has Failed mit Sanctuary Records in den USA und mit EMI in Europa. Als eine Rückkehr zu den früheren Megadeth-Zeiten angekündigt, gab das Musikmagazin Revolver dem Album vier von fünf Sternen und bezeichnete The System Has Failed als „Megadeths rachedurstigste, ergreifendste und musikalisch komplexeste Leistung seit Countdown to Extinction“. Bei den Billboard Top 200 erreichte The System Has Failed Rang 18 und wurde dabei von der Radiosingle „Die Dead Enough“ begleitet, die Rang 21 der US Mainstream Rock Charts erreichte. Mustaine kündigte trotzdem an, dass The System Has Failed Megadeths letztes Album sei und dass er sich nach einer Abschiedstour auf seine Solokarriere konzentrieren wolle.
Im Oktober 2004 startete Megadeth seine Blackmail the Universe World Tour mit Touringbassist James MacDonough von Iced Earth und Gitarrist Glen Drover von Eidolon und King Diamond. Während der Proben für die Tour trennten sich Nick Menzas und Megadeths Wege, da er sich den physischen Anforderungen einer ganzen US Tour nicht gewachsen fühlte. Sechs Tage vor dem ersten Tourauftritt wurde er durch Schlagzeuger Shawn Drover ersetzt, dem Bruder des neuen Gitarristen Glen Drover. Megadeth tourte in den USA zusammen mit Exodus und mit Diamond Head und Dungeon später in Europa.
Im Juni 2005 veröffentlichte Capitol Records ein neues Greatest-Hits-Album von Megadeth um das zu diesem Zeitpunkt vergriffene Capitol Punishment: The Megadeth Years zu „ersetzen“, welches von Mustaine remixte und remasterte Lieder der ersten acht Megadeth-Alben enthielt. Die auf dem Cover des neuen Albums Greatest Hits: Back to the Start abgebildete Explosion stellt dabei die der Wasserstoffbombe „Romeo“ im Rahmen der Operation Castle dar.

### United Abominations(2006–2009)
Im Mai 2006 kündigten Megadeth ihr elftes Studioalbum unter dem Titel United Abominations an, welches im Mai 2007 erschien. United Abominations ist das erste Album der Band mit Gitarrist Glen Drover, seinem Bruder Shawn Drover am Schlagzeug und James LoMenzo am Bass. Auf dem Album ist eine neue Version des Megadeth-Klassikers „À Tout Le Monde“ enthalten, genauer gesagt ein Duett, das zusammen mit Cristina Scabbia von Lacuna Coil aufgenommen wurde. Ursprünglich sollte „À Tout Le Monde“ die erste Single des Albums werden, wurde dann aber durch „Washington is Next!“ ersetzt.
Unter dem Plattenlabel Roadrunner Records wurde United Abominations am 15. Mai 2007 veröffentlicht und erreichte schon eine Woche später Platz 8 der Billboard Top 200 in den USA, was die höchste Chartposition der Band seit Youthanasia (1994) bedeutete. Alleine in der ersten Woche wurden rund 54.000 Alben verkauft. Im März 2007 hatten Megadeth eine Tour durch Kanada und die USA gestartet, im Vorprogramm der Band Heaven and Hell, begleitet von Down während der Kanadaauftritte und Machine Head während der US-Auftritte. Danach folgte eine Sommertour durch Europa. Im September 2007 kehrten Megadeth schließlich mit ihrer „Tour of Duty“ in die USA zurück. Im November 2007 folgte noch die dritte Fortsetzung der Gigantour, die diesmal zusammen mit Static-X, Lacuna Coil, DevilDriver und Bring Me the Horizon in Australien stattfand.
Im Januar 2008 erklärte Mustaine, dass Glen Drover Megadeth verlassen habe, um sich mehr seiner Familie zu widmen. Ersetzt wurde er durch Chris Broderick von Nevermore und Jag Panzer. Seinen ersten Liveauftritt hatte das neue Lineup mit Broderick an der Leadgitarre am 4. Februar in Finnland. Im Rahmen der „Tour of Duty“ tourte Megadeth dann erneut durch Europa und kehrte noch im selben Monat zur Gigantour 2008 in das Vereinigte Königreich und die USA zurück. Die 2008-Tour fand mit In Flames, Children of Bodom, Job for a Cowboy, High on Fire und Evile im Vereinigten Königreich und Skandinavien statt. Im Mai und Juni 2008 führte Megadeth dann seine „Tour of Duty“ in Südamerika und Mexiko fort. Zu seinem Verlassen der Band sagte Drover: „Ich bin mir der Spekulationen über meinen Weggang bei Megadeth, um mehr Zeit für meine Familie zu haben, bewusst. Meine Familie war immer meine Priorität. Letztendlich war ich unzufrieden mit der Situation, was meinen Wunsch vergrößerte, mehr Zeit mit meiner Familie zu verbringen und zu erkennen, dass es Zeit wird, zum nächsten Kapitel meiner Musikkarriere überzugehen. Ich habe viele tolle Erinnerungen und jede Menge tolle Leute getroffen, sowohl bei den Fans als auch im Geschäft.“
Mustaine war mit Drovers Beschluss einverstanden und auch zufrieden mit seiner Ersetzung durch Chris Broderick. Brodericks früherer Nevermore-Bandkollege Van Williams sagte, Megadeth bekäme mit Chris „einen verdammt guten Spieler, aber vor allem einen tollen Kerl zum abhängen und einen wirklich treuen Freund.“ Broderick sagte „Ich weiß, dass ich in große Fußstapfen treten werde, aber ich werde mein bestes geben.“ Danach gefragt, welche Bereicherung Chris für Megadeth sei, antwortete Mustaine: „Ich bin durch und durch begeistert von Chris, ich denke, es ist so, wie als Ozzy Randy Rhoads fand.“ Am 30. September 2008 erschien ein neues Kompilation-Album von Megadeth, Anthology: Set the World Afire.

### Endgame(2009–2010)

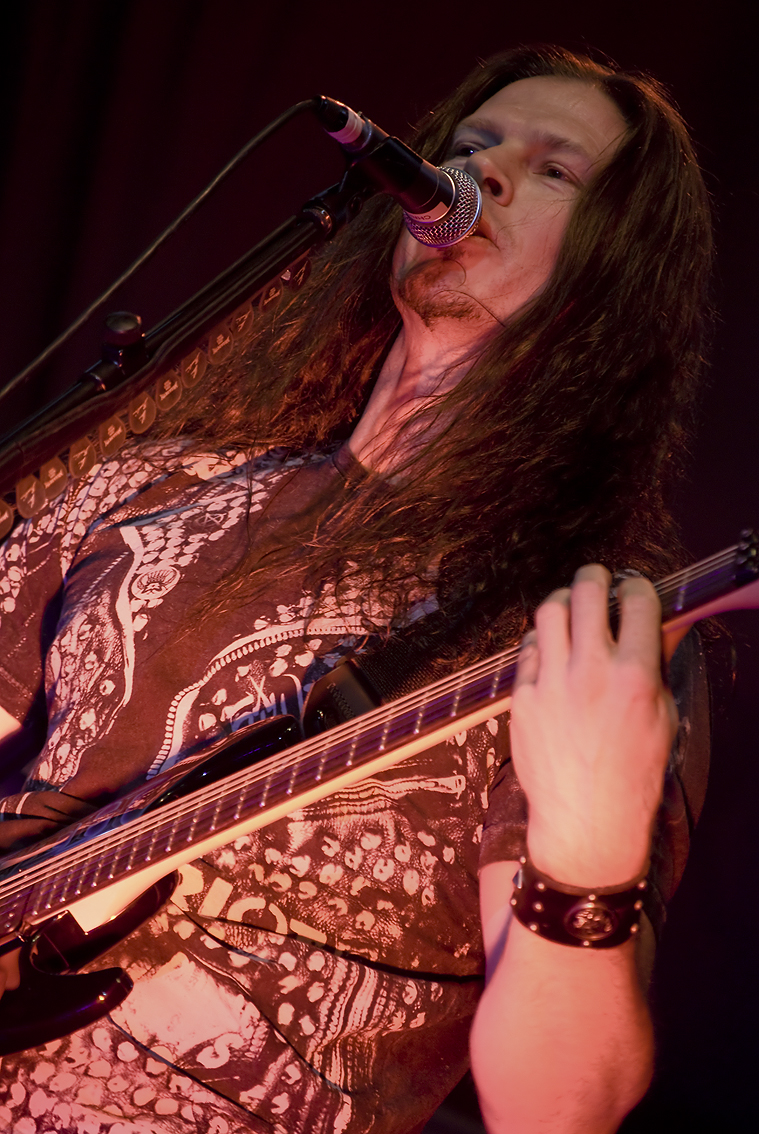
Chris Broderick war von 2008 bis 2014 Leadgitarrist

Im Februar 2009 trat Megadeth der „Priest Feast“ Europatour mit Judas Priest und Testament bei. Dave Mustaine wurde währenddessen von Metallica zu ihrer Aufnahme in die Rock and Roll Hall of Fame eingeladen, musste ihnen aber wegen ihrer Europatour mit Judas Priest absagen. Trotzdem bedankte er sich und gratulierte ihnen respektvoll. Nach über 15 Jahren tourte Megadeth außerdem wieder mit Slayer in der „Canadian Carnage Tour“, wobei unter anderem Machine Head und Suicide Silence im Vorprogramm auftraten.
Im Mai 2009 waren die Aufnahmen für das zwölfte Megadeths Album abgeschlossen und am 18. Juni wurde mit „Endgame“ der Albumtitel bekannt gegeben. Das Erscheinungsdatum für Endgame wurde auf der offiziellen Bandwebsite für den 15. September 2009 festgelegt. Megadeth begannen ihre Endgame Tour im November 2009 in Grand Rapids und beendete sie am 13. Dezember 2009 in Las Vegas. Mit dabei waren Machine Head, Suicide Silence, Warbringer und Arcanium. Im Januar 2010 trat Megadeth der „American Carnage Tour“ zusammen mit Slayer und Testament bei. Der Beginn der Tour war ursprünglich auf den 18. Januar 2010 festgelegt, wurde aber wegen Tom Arayas Rückenoperation auf den Sommer 2010 verschoben. Einige Wochen später wurde die Endgame-Single „Head Crusher“ für einen Grammy in der Kategorie „Best Metal Performance 2010“ (Beste Metaldarbietung) nominiert.
Megadeth kündigte auch eine „Rust in Peace 20th Anniversary Tour“ mit Start am ersten März an, bei der Megadeth einen Monat lang, unter anderem zusammen mit Testament und Exodus, durch Nordamerika tourte und ihr Album Rust in Peace inklusive einiger Fanfavoriten in voller Länge spielte. Vor der Tour kehrte Megadeths Originalbassist David Ellefson nach acht Jahren zur Band zurück. In einem Interview mit dem Magazin Classic Rock erzählte er, dass Megadeth-Schlagzeuger Shawn Drover ihn kontaktiert und ihm erzählt habe, dass Bassist James LoMenzo nachlasse und „wenn da jemals die richtige Zeit für dich (David Ellefson) und Dave war, um miteinander zu reden, dann ist sie jetzt.“ Die Rust in Peace Live-DVD wurde am 7. September 2010 als CD, DVD und BluRay veröffentlicht und enthält die Aufnahmen des letzten Auftritts der Tour im Hollywood Palladium.
Am 16. Juni 2010 traten Megadeth zum ersten Mal überhaupt zusammen mit Metallica, Slayer und Anthrax in Warschau in Polen auf. Es war außerdem das erste Mal, dass Bands beim Sonisphere Festival spielten. Eines der Konzerte, nämlich das in Sofia, Bulgarien vom 22. Juni 2010, wurde sogar über Satellit in HD-Qualität in einigen Kinos gespielt. Weitere Konzerte als Teil des Sonisphere Festivals gab es dann später auch in Athen (24. Juni 2010), Bukarest (26. Juni 2010) und in Istanbul (27. Juni 2010). Bei diesen Auftritten standen Megadeth das erste Mal seit 1993 wieder mit Metallica auf der Bühne.

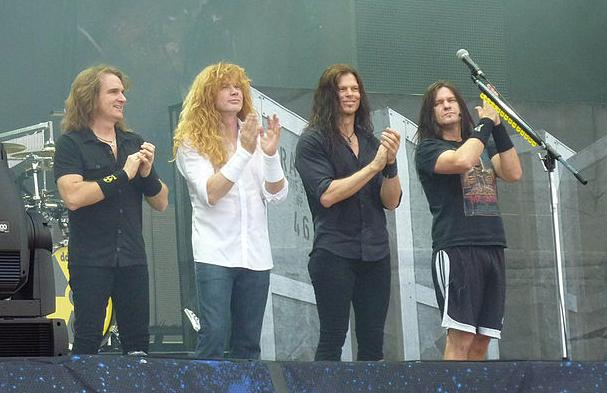
Megadeth beim Sonisphere 2010

Am 24. September 2010 veröffentlichte Megadeth ihre neue Single „Sudden Death“, bei der es sich um das letzte Lied des ebenfalls im September erschienenen Konsolenspiels Guitar Hero: Warriors of Rock handelt. Im Spiel sind noch zwei weitere Megadeth-Titel enthalten, nämlich der Klassiker Holy Wars... The Punishment Due sowie das brandneue Endgame-Lied This Day We Fight!. Sudden Death ist nicht nur das erste von Megadeth aufgenommene Lied, seitdem der Bassist James LoMenzo durch David Ellefson ersetzt worden war, sondern war auch für die Grammy Awards 2011 in der Kategorie „Best Metal Performance“ (Beste Metaldarbietung) nominiert. Mit dem Song erhielt Megadeth bereits die neunte Nominierung in dieser Kategorie. Von Roadrunner Records wurden außerdem The Right to Go Insane als „Best Hard Rock Performance“ und Rust in Peace Live als „Best Rock Album“ vorgeschlagen, nominiert wurde allerdings nur Sudden Death.
Ebenfalls im September begann Megadeth, Slayer und Anthrax die Jägermeister Music Tour in Dallas. Megadeth setzte dabei das komplette Ausspielen seines Albums Rust in Peace fort, während Slayer ihr ebenfalls 1990 erschienenes Album Seasons in the Abyss spielte. Beim letzten Auftritt der Tour im Gibson Amphitheater in Hollywood am 21. Oktober 2010 schloss sich der Gitarrist Kerry King Megadeth an, um den Klassiker Rattlehead zu spielen und stand dabei nach 26 Jahren zum ersten Mal wieder mit Megadeth auf der Bühne.
Bei einem Interview mit dem Crypt Magazine im Oktober 2010 sprach Megadeth-Schlagzeuger Shawn Drover über Megadeths Pläne für ein neues Album im Jahr 2011. Drover: „Ja, wir reden allerdings darüber (ein neues Album). Momentan sind wir im Tourmodus, aber wir machen uns schon langsam Gedanken über unsere Pläne für nächstes Jahr, und ich denke, dass wir nächstes Jahr ein neues Album aufnehmen werden.“

### Th1rt3en,Super Collider,DystopiaundThe Sick, the Dying... and the Dead!(2010–heute)
Ende 2010 begannen Megadeth mit den Aufnahmen zum 13. Album in ihrem Studio Vic’s Garage. Im Dezember unmittelbar vor ihrem Auftritt bei der No-Sleep-Til-Tour wurden Megadeth mit Doppelplatin für die DVD The Big Four Live from Sofia, Bulgaria ausgezeichnet. Nach einem langen Frühjahr schließlich, in welchem die Band ausschließlich auf Tour unterwegs war, größtenteils alleine, aber auch zusammen mit Bands wie Slayer auf der European Carnage Tour im März und April 2011, gab Mustaine am 20. Juni nach langer Stille diesbezüglich erstmals genauere Details zum Sound des kommenden Albums an. Demnach würde das Album anders als alles Bisherige klingen, in Richtung des klassischen Sabbath gehen und vor allem durch die Gitarrenarbeit „supermodern“ klingen. Mustaine selbst bezeichnete das Album als wahrscheinlich das beste seit der „Countdown-to -xtinction“-Ära und gab weiterhin bekannt, dass die Artworkarbeiten für das Album erneut von John Lorenzi übernommen werden würden, der auch schon für die beiden letzten Megadeth-Alben United Abominations und Endgame zuständig war.
Anfang Juli 2011 erschien eine Anniversary Edition zum 25. Geburtstag ihres Albums „Peace Sells... But Who’s Buying?“, mit komplett remasterten und neu gemischten Versionen der „Peace-Sells“-Klassiker und Extras wie bis dahin noch unveröffentlichten Aufnahmen von der ersten Welttournee aus dem Jahr 1987.
Während Megadeth im Juli wieder mit Anthrax, Slayer und Metallica als die Big Four im Rahmen des Sonisphere Festivals unterwegs war, erschien nicht nur auf der E3 der Trailer zum Konsolenspiel NeverDead, dessen gleichnamiger im Hintergrund zu hörender Titelsong von Megadeth stammt, sondern mit „Public Enemy No.1“ wurde im Laufe der Tour auch mehrmals ein neuer Song des kommenden Albums vorgestellt, der trotz des moderneren Klangs stilistisch in die Countdown-to-Extinction- und Cryptic-Writings-Zeit eingeordnet werden kann. Ebenfalls bei einem Auftritt des Big-Four-Festivals gab Mustaine den Titel des neuen Megadeth-Albums bekannt, der passend zu ihrem dreizehnten Studioalbum, seinem Geburtstag am 13. September sowie seinem Beginn mit dem Gitarrenspielen im Alter von dreizehn Jahren „TH1RT3EN“ lauten sollte.
Anfang September 2011 wurde auf der offiziellen Megadeth-Website sowohl das Coverartwork als auch die erste Singleauskopplung Public Enemy No.1 samt der Trackliste des Albums TH1RT3EN veröffentlicht. Neben den für Konsolenspiele geschriebenen Titeln Never Dead und Sudden Death, für den Megadeth im Frühjahr 2011 eine Grammynominierung bekam, fielen vor allem die zahlreichen Neuaufnahmen bereits erschienener Megadeth-Songs auf. So sollten nicht nur die beiden ursprünglich 1991 geschriebenen Songs Millenium of the Blind und New World Order enthalten sein, die bereits als Demoversionen auf der remasterten Neuerscheinung von Youthanasia enthalten waren, sondern auch der erst 2007 geschriebene Song Black Swan. Das Albumcover wiederum zeigt nach dem vorigen Album Endgame nun auch wieder das Maskottchen Vic Rattlehead, welches sich mit dem Rücken zum Betrachter wendet („davongeht“) und dabei von dreizehn am Bildrand stehenden Kerzen umgeben ist, welche symbolisch für die dreizehn Megadeth-Alben stehen.
Weiterhin wurde am 21. September der Titelsong zum Konsolenspiel Never Dead von Roadrunner Records offiziell zum Streaming veröffentlicht, welcher nach der eher nach Countdown to Extinction klingenden Singleauskopplung Public Enemy No.1 wieder viel mehr am Thrash-Metal der Rust-in-Peace-Zeiten orientiert ist und nahelegt, dass es durchaus auch komplexere, progressive Songs geben wird.
Am 28. Oktober 2011 ist Th1rt3en schließlich in Deutschland erschienen, und nur knapp eine Woche nach dem internationalen Release am 1. November sollte es Megadeth schließlich mit 42.000 verkauften Platten in der ersten Woche seine erste Rang-1-Platzierung in den „Hard Rock und Metal Albums“ Billboardcharts sichern, entgegen allen Erwartungen sogar weit vor dem gleichzeitig erschienenen Album Lulu von Metallica und Lou Reed, welches nur Platz 4 erreichte.
Zudem steht seit dem 15. März 2012 entgegen allen Gerüchten und Hinweisen darauf, dass Th1rt3en Megadeths letztes Album gewesen sein könnte, in gewisser Weise fest, dass noch mindestens ein weiteres Album kommt. So schrieb Mustaine nämlich über twitter „Ich habe heute meine Gitarre genommen und den ersten neuen Riff von #14 gespielt“ [„I picked up the guitar today and played the first new riff of #14“], wobei #14 ganz offensichtlich ihr vierzehntes Studioalbum bezeichnet.
Außerdem kündigte Megadeth im April 2012 an, in Anlehnung zum zwanzigsten Geburtstag ihres Meilensteins Rust in Peace, anlässlich des selbigen Jubiläums ihres kommerziell erfolgreichsten Werkes Countdown to Extinction aus dem Jahr 1992 das Album im September in voller Länge live zu spielen. Während somit das Erscheinen eines neuen Livealbums schon so gut wie feststeht, ist allerdings noch unklar, ob sie mit dem Ausspielen des Albums ebenfalls auf Tour gehen werden.
Am 14. Juni gab Dave Mustaine schließlich bekannt, kein halbes Jahr nach dem Erscheinen von Th1rt3en bereits zusammen mit der Band die Arbeiten an ihrem vierzehnten Album begonnen zu haben, über dessen musikalische Richtung sie sich allerdings noch nicht entschieden hätten. So sei noch unklar, ob sie „noch weiter zu ihren Wurzeln zurückkehren und schnellen und harten Thrash Metal spielen werden, oder ob sie eher zu melodischeren Stücken tendieren werden, die man von Megadeth ebenfalls schon kenne“.
Das neue Album erschien in Deutschland schließlich am 31. Mai 2013 unter dem Namen Super Collider. Nach einer ausgiebigen Welttournee verließ Schlagzeuger Shawn Drover die Band im November 2014, um sich auf eigene musikalische Projekte zu konzentrieren. Auch Chris Broderick verließ Megadeth im selben Monat. „Wegen künstlerischen und musikalischen Differenzen muss ich unter großem Widerwillen und in der Absicht meinem musikalischen Weg zu folgen meinen Abgang bei Megadeth verkünden“, so der Gitarrist.
Gerüchte, nach denen Chris Adler von Lamb of God neuer Schlagzeuger sei, wurden dahingehend bestätigt, dass er als Gast ein geplantes Studioalbum mit der Band einspielen soll. Als neuer fester Gitarrist wurde im März 2015 der Brasilianer Kiko Loureiro (Angra) verpflichtet. Zuvor war eine Reunion mit Marty Friedman und Nick Menza nur noch Formsache. Nick Menza trat auch bereits inkognito in einem Probevideo auf (sein Gesicht war nicht zu sehen). Allerdings seien laut Menza schlechte Vertragsbedingungen und Fehlverhalten seitens Mustaine der Grund gewesen, wieso die Verhandlungen scheiterten.
Nach elf Grammy-Nominierungen gewannen Megadeth bei den Grammy Awards 2017 zum ersten Mal die Auszeichnung in der Kategorie Best Metal Performance für das Album Dystopia, das 2016 erschienen war und auf dem Loureiro erstmals zu hören war.
Megadeth trennten sich am 24. Mai 2021 von David Ellefson, nachdem von dem verheirateten Bassisten pikante Videochats mit einer anderen Dame öffentlich wurden. Seine bereits aufgenommenen Bassspuren für das in der Entstehung befindliche neue Album wurden von der Band gelöscht. Im Juni 2022 wurde bekanntgegeben, dass der frühere Bassist James LoMenzo, der für Ellefson eingesprungen war und bereits im August 2021 nach zwölf Jahren wieder mit der Band aufgetreten war, wieder festes Mitglied wird. Das 16. Studioalbum The Sick, the Dying... and the Dead! erschien dann im September 2022.
Am 14. August 2025 verkündete die Band ein letztes Studioalbum und eine Tournee.

## Stil

### Musik
Ähnlich wie bei Dave Mustaines ehemaliger Band Metallica wurde Megadeth von prominenten NWoBHM-Bands wie Judas Priest, Motörhead und Venom inspiriert. Die Band begann ihre Karriere mit Thrash Metal, entwickelte sich im Laufe der Jahre jedoch stilistisch in Richtung klassischem Heavy Metal und übernahm dabei teilweise Elemente des Rock und anderer Genres.
Nach dem eher primitiven Thrash-Metal-Debüt 1985 änderte sich der Stil in Richtung technisch fortgeschrittener Thrashzusammensetzungen, insbesondere auf dem Album Peace Sells… But Who’s Buying?, das 1986 veröffentlicht wurde. Nach ein paar erfolgreichen Jahren als Thrash-Metal-Band änderte Megadeth, nach Anregungen von ihrem ehemaligen Produzenten Max Norman, im Jahr 1991 ihren Stil und spielte auf dem Album Countdown to Extinction und seinen zwei Fortsetzungen eher radiofreundlichen Heavy Metal und erlangte dadurch noch größeren kommerziellen Erfolg. Im Jahr 1999 veröffentlichte Megadeth das Album Risk, mit dem die Band es, nach Meinung vieler Kritiker und Fans, mit dem kommerziellen Gedanken „zu weit“ trieb. Das Album war das erste und bisher einzige Megadeth-Album mit leichten progressiven Einflüssen und Elementen aus dem Industrial Rock.
Seit dem Debakel mit Risk kehrte Megadeth wieder zurück zu seinen Wurzeln und veröffentlichte auf den darauffolgenden Alben eine Mischung aus alten thrashigen und rockigen Songs. Auf dem Album United Abominations sind beispielsweise die thrashigsten Songs „Sleepwalker“ und „Washington Is Next!“. Das Album enthielt aber mit einer neu aufgenommenen Version des Songs „A Tout Le Monde“ mit dem Namen „A Tout Le Monde (Set Me Free)“ auch kommerziellere Lieder.
Megadeths musikalische Entwicklung wird gelegentlich mit der von Metallica verglichen: Metallica begannen, genau wie Megadeth, mit rauem Thrash Metal auf Kill ’Em All und änderten dann ihren Stil zu technisch komplizierteren Kompositionen, welche auf Ride the Lightning, Master of Puppets und vor allem …And Justice for All zu finden sind. Metallica wechselte später zu einem kommerzielleren Metalsound auf ihrem selbstbetitelten Album Metallica. Doch während die beiden Nachfolgealben von Metallica als Hard Rock und als „Abschwören ihrer metallischen Roots“ bezeichnet wurden, blieben Megadeth nach Countdown to Extinction mit den Alben Youthanasia und Cryptic Writings dem klassischen Metal treu, mit gelegentlichen Ausflügen zum Thrash Metal.
Ebenso wie Megadeth gelang Metallica anschließend die Rückkehr zum Thrash Metal, nachdem die Band sich auch wieder auf ihre Wurzeln konzentriert hatte.

### Texte
Als Songwriter ist Dave Mustaine für seine kontroversen und politischen Texte bekannt. Auf den neueren Alben werden auch persönliche Probleme und Geschehnisse im Leben Mustaines besungen. Kriege, insbesondere Atomkriege, sowie der militärisch-industrielle Komplex sind weitere Themen, die er in seinen Liedern, wie zum Beispiel „Architecture of Aggression“, „Hangar 18“ oder „Return to Hangar“, oft anspricht. Auch die Nachwirkungen des Krieges werden in seinen Texten thematisiert („Dawn Patrol“, „Ashes in Your Mouth“). Ein weiteres Thema in den Songs von Megadeth ist die Politik, wie beispielsweise die vernichtende Beurteilung Mustaines gegenüber Tipper Gore im Song „Hook in Mouth“, da Gore mit ihrer Organisation Parents Music Resource Centers (PMRC) für die Zensierung von Musik kämpfte. In dem Lied „Symphony of Destruction“ hält Mustaine deutlichen Abstand zum Thema Diktatur, während er die UN in „United Abominations“ und „Peace Sells“ für ihre Unwirksamkeit kritisiert. Mustaines allgemeiner Zynismus gegenüber der Politik wird unter anderem in den Songs „The World Needs A Hero“ und „Blackmail the Universe“ deutlich. In den Songs „Countdown to Extinction“ und „Dawn Patrol“ setzt sich Mustaine für die Umweltbewegung ein.
Sucht ist ebenfalls ein großes Thema, wie zum Beispiel in „Use the Man“, „Burnt Ice“ oder „Addicted to Chaos“, in dem es um einen drogenabhängigen Rechtsberater geht, welcher an einer Überdosis Drogen stirbt. Die neueren Texte beinhalten auch religiöse Themen, wie zum Beispiel der Song „Never Walk Alone... A Call to Arms“, welcher von Mustaines Beziehung zu Gott handelt, oder „Shadow of Deth“, welcher den Psalm 23 der King-James-Bibel enthält. Die Texte zu „My Kingdom“ und „Of Mice And Men“ sind ebenfalls christlich beeinflusst.
Mustaine versuchte sich in seinen jungen Jahren an der Schwarzen Magie, welche den Hintergrund für die Entstehung des Songs „The Conjuring“ aus dem Album Peace Sells bildet. Mustaine erklärte, dass es extrem schwierig für ihn sei, diesen Song zu spielen, da er sich schon seit Längerem dem Christentum zugehörig fühle. „Ich setzte zwei Flüche auf Menschen, beide gelangen mir, und das Ergebnis war genau das, was ich wollte,“ sagte er. „Jetzt dauert es ewig, bis ich diese satanistische Depression los bin, genauso lange wie das Spielen mit einem Ouijabrett. Du öffnest die Tür zur dunklen Seite, und die Geister kommen zu dir. Es hat insgesamt 20 Jahre gedauert, diese satanistische Depression loszuwerden. Ich bekam sie, als ich 15 war, und ich denke, ich war sie frühestens Mitte 30 los. Du fragst dich selber, wie ist es möglich, dass dir so etwas passiert? Nun, weil du mit dem Teufel geflirtet hast und einen Fluch auf jemanden und einen anderen Fluch auf jemand anderen gesetzt hast, und deshalb schuldest du ihm etwas. Und das ist auch der Grund, wieso ich ‚The Conjuring‘ heutzutage nur noch ungerne spiele.“
Kontroversen und falsch verstandene Songtexte machten der Band ebenfalls Probleme, als das Musikvideo zu „In My Darkest Hour“ 1988 von MTV nicht mehr gespielt wurde, da der Musiksender den Text zu dem Lied für einen Aufruf zum Selbstmord hielt. Das Musikvideo zum Song „À Tout le Monde“ wurde ebenfalls von MTV gesperrt, weil es ebenfalls für einen Aufruf zum Suizid gehalten wurde. In Wirklichkeit war das Lied jedoch aus der Perspektive eines sterbenden Mannes geschrieben, welcher seine letzten Worte an seine Hinterbliebenen spricht.

## Trivia

### MaskottchenVic Rattlehead
Vic Rattlehead ist das Maskottchen von Megadeth, das auf einigen Coverartworks von Megadeth-Alben zu sehen ist. Vic ist ein Wesen, das äußerlich dem menschlichen Skelett ähnelt und dabei das japanische Sprichwort Nichts (Böses) sehen, nichts (Böses) hören, nichts (Böses) sprechen, bekannterweise auch durch die drei Affen versinnbildlicht, verkörpern soll. Vics Augen sind mit einem Metallvisier versiegelt, seine Ohren mit Stahlkappen abgedeckt, während sein Mund mit Stahlklammern verschlossen ist. Der Name Vic steht für das englische Wort „Victim“, was so viel bedeutet wie „Opfer“ oder „Verunglückter“. Der Name Rattlehead stammt von Mustaines Mutter, welche ihn immer so nannte wenn er headbangte. „Lass das sein, sonst schüttelst du dir noch etwas ab!“, mahnte sie ihn immer. Dies führte zu dem Ausdruck „to rattle one’s head“, sprich Rattlehead, was nichts anderes bedeutet als Headbanger.
Vic erschien das erste Mal auf dem Albumcover von Killing Is My Business… And Business Is Good!, wo er auch in dem Song „Skull Beneath the Skin“ auftaucht. Des Weiteren erschien er auch auf den darauffolgenden Alben Peace Sells… But Who’s Buying?, So Far, So Good… So What! und Rust in Peace. Auf den Albumcovern zwischen den Jahren 1991 bis 2000 war Vic komplett verschwunden. Erst als die Band mit dem Album The World Needs a Hero im Jahre 2001 wieder zu ihren Wurzeln zurückkehrte, erschien er auch wieder auf dem Cover. Auf den folgenden zwei Alben The System Has Failed und United Abominations, wenn auch in anderer Form, tauchte er ebenfalls auf. Auf dem im Jahr 2009 erschienenen Album Endgame war Vic wieder verschwunden; lediglich im Booklet des Albums war er zu sehen. Im Innenbereich und den Booklets der Alben Youthanasia und Countdown to Extinction sowie der 2005 erschienenen Kompilation Greatest Hits: Back to the Start ist Vic ebenfalls vorzufinden. Zudem wird Vic in dem Video zu „The Right to Go Insane“ erwähnt und ist auf dem Cover zur Single Sudden Death zu sehen.
Vic Rattlehead wurde einst von Dave Mustaine entworfen, jedoch ging das von ihm gezeichnete Cover zum ersten Album Killing Is My Business... And Business Is Good! bei Combat Records verloren, sodass Combat Records das Cover neu entwarfen. Das neue Cover entsprach ganz und gar nicht den Vorstellungen von Dave Mustaine. Die Cover der beiden nächsten Alben Peace Sells... But Who’s Buying? und Rust in Peace wurden von Ed Repka designt. Das Cover zu So Far, So Good… So What! entwarf der Künstler David Jude. Für die Albumcover von Countdown to Extinction, Youthanasia und The World Needs a Hero war der Graphiker Hugh Syme zuständig. Die Verpackung zur VHS-Kassette Behind the Music sowie die T-Shirts zur Blackmail-the-Universe-Tour und das Cover zur 2002 neu aufgenommenen Version von Killing Is My Business… And Business Is Good! entwarf der Künstler Michael Mueller. Mike Learn gestaltete das 2004 erschienene Album The System Has Failed. Im Januar 2006 wurde ein Contest auf der Website von DeviantART ausgeschrieben, dessen Ziel es war, das Maskottchen Vic neu zu designen. Die Gewinner wurden von Dave Mustaine persönlich ausgewählt und erhielten als Preis unter anderem Gitarren der Marke ESP sowie Merchandiseartikel. Eines der eingeschickten Coverartworks des Grafikdesigners John Lorenzi, wenn auch nicht das gewinnende, wurde auf dem Album United Abominations verwendet. Vics Erscheinung stellt einen älteren Mann dar, nach dem Vorbild der Apokalyptischen Reiter, welcher von einem Engel mit weißen, blutbefleckten Flügeln begleitet wird. Er trägt langes schwarzes Haar und einen schwarzen Mantel. In seiner linken Hand hält er eine Schusswaffe. Bei genauerem Hinsehen erkennt man die alte Erscheinung Vics am rechten Bildrand, wo sie in die Hauswand eingearbeitet ist. John Lorenzi entwarf weiterhin auch die Coverartworks zu Endgame und dem im Jahre 2007 erschienenen Boxset Warchest.

### Kryptowährung
Im Jahr 2021 brachten Megadeth zuerst ein auf der Blockchain basierendes NFT heraus. Basierend auf Ethereum bot die Band im April des Jahres eine digitale Version des Vic Rattlehead für umgerechnet 18000 $ (US) an. Im Dezember wurde dann die eigene Kryptowährung $MEGA ins Leben gerufen. Mit Besitz und Handel in dieser Währung soll Fans zudem der Zugang zu exklusiven Inhalten der Band ermöglicht werden.

## Trivia
Eine in Chile neu entdeckte Spinnenart wurde 2019 zu Ehren der Band Goloboffia megadeth (Ferretti, Ríos-Tamayo & Goloboff, 2019) benannt.

## Diskografie
Studioalben

| Jahr | Titel Musiklabel                                             | Höchstplatzierung, Gesamtwochen, AuszeichnungChartplatzierungen (Jahr, Titel, Musiklabel, Platzierungen, Wochen, Auszeichnungen, Anmerkungen) | Höchstplatzierung, Gesamtwochen, AuszeichnungChartplatzierungen (Jahr, Titel, Musiklabel, Platzierungen, Wochen, Auszeichnungen, Anmerkungen) | Höchstplatzierung, Gesamtwochen, AuszeichnungChartplatzierungen (Jahr, Titel, Musiklabel, Platzierungen, Wochen, Auszeichnungen, Anmerkungen) | Höchstplatzierung, Gesamtwochen, AuszeichnungChartplatzierungen (Jahr, Titel, Musiklabel, Platzierungen, Wochen, Auszeichnungen, Anmerkungen) | Höchstplatzierung, Gesamtwochen, AuszeichnungChartplatzierungen (Jahr, Titel, Musiklabel, Platzierungen, Wochen, Auszeichnungen, Anmerkungen) | Anmerkungen                              |
| Jahr | Titel Musiklabel                                             | DE | AT | CH | UK | US | Anmerkungen                              |
| ---- | ------------------------------------------------------------ | --- | --- | --- | --- | --- | ---------------------------------------- |
| 1985 | Killing Is My Business… And Business Is Good! Combat Records | DE35 (1 Wo.)DE | — | — | — | US169 (1 Wo.)US | Erstveröffentlichung: 12. Juni 1985      |
| 1986 | Peace Sells… But Who’s Buying? Capitol Records               | — | — | — | UK— SilberUK | US76 Platin · (47 Wo.)US | Erstveröffentlichung: 19. September 1986 |
| 1988 | So Far, So Good… So What! Capitol Records                    | DE27 (10 Wo.)DE | — | CH28 (2 Wo.)CH | UK18 Silber · (5 Wo.)UK | US28 Platin · (23 Wo.)US | Erstveröffentlichung: 19. Januar 1988    |
| 1990 | Rust in Peace Capitol Records                                | DE21 (9 Wo.)DE | — | CH29 (2 Wo.)CH | UK8 Gold · (4 Wo.)UK | US23 Platin · (30 Wo.)US | Erstveröffentlichung: 24. September 1990 |
| 1992 | Countdown to Extinction Capitol Records                      | DE15 (20 Wo.)DE | AT12 (10 Wo.)AT | CH16 (7 Wo.)CH | UK5 Gold · (8 Wo.)UK | US2 ×2Doppelplatin · (58 Wo.)US | Erstveröffentlichung: 14. Juli 1992      |
| 1994 | Youthanasia Capitol Records                                  | DE13 (11 Wo.)DE | AT26 (3 Wo.)AT | CH32 (8 Wo.)CH | UK6 Gold · (6 Wo.)UK | US4 Platin · (23 Wo.)US | Erstveröffentlichung: 31. Oktober 1994   |
| 1997 | Cryptic Writings Capitol Records                             | DE22 (6 Wo.)DE | AT30 (5 Wo.)AT | CH45 (5 Wo.)CH | UK38 (2 Wo.)UK | US10 Gold · (29 Wo.)US | Erstveröffentlichung: 17. Juni 1997      |
| 1999 | Risk Capitol Records                                         | DE38 (3 Wo.)DE | AT34 (4 Wo.)AT | — | UK29 (2 Wo.)UK | US16 (8 Wo.)US | Erstveröffentlichung: 31. August 1999    |
| 2001 | The World Needs a Hero Sanctuary Records                     | DE36 (2 Wo.)DE | AT59 (2 Wo.)AT | CH94 (2 Wo.)CH | UK45 (2 Wo.)UK | US16 (6 Wo.)US | Erstveröffentlichung: 15. Mai 2001       |
| 2004 | The System Has Failed Sanctuary Records                      | DE29 (3 Wo.)DE | AT43 (2 Wo.)AT | CH57 (2 Wo.)CH | UK60 (1 Wo.)UK | US18 (5 Wo.)US | Erstveröffentlichung: 14. September 2004 |
| 2007 | United Abominations Roadrunner Records                       | DE28 (3 Wo.)DE | AT17 (3 Wo.)AT | CH38 (2 Wo.)CH | UK23 (2 Wo.)UK | US8 (6 Wo.)US | Erstveröffentlichung: 14. Mai 2007       |
| 2009 | Endgame Roadrunner Records                                   | DE21 (3 Wo.)DE | AT22 (2 Wo.)AT | CH32 (3 Wo.)CH | UK24 (2 Wo.)UK | US9 (8 Wo.)US | Erstveröffentlichung: 9. September 2009  |
| 2011 | Th1rt3en Roadrunner Records                                  | DE25 (2 Wo.)DE | AT28 (2 Wo.)AT | CH23 (2 Wo.)CH | UK34 (1 Wo.)UK | US11 (4 Wo.)US | Erstveröffentlichung: 1. November 2011   |
| 2013 | Super Collider Universal Records                             | DE24 (2 Wo.)DE | AT26 (2 Wo.)AT | CH21 (3 Wo.)CH | UK22 (1 Wo.)UK | US6 (6 Wo.)US | Erstveröffentlichung: 4. Juni 2013       |
| 2016 | Dystopia Universal Records                                   | DE10 (5 Wo.)DE | AT14 (4 Wo.)AT | CH7 (4 Wo.)CH | UK11 (2 Wo.)UK | US3 (9 Wo.)US | Erstveröffentlichung: 22. Januar 2016    |
| 2022 | The Sick, the Dying... and the Dead! Universal Records       | DE6 (4 Wo.)DE | AT8 (2 Wo.)AT | CH2 (5 Wo.)CH | UK3 (1 Wo.)UK | US3 (2 Wo.)US | Erstveröffentlichung: 2. September 2022  |